# Наталі Армбрустер
Наталі Армбрустер (нім. Nathalie Armbuster) — німецька лижна двоборка, призерка чемпіонату світу.
Срібну медаль світової першості Армбрустер виборола на чемпіонаті світу 2023 року, що проходив у словенській Планиці. Ще одну срібну медаль вона здобула там же в змаганні змішаних команд на нормальному трампліні.